# Max Ellmer
Max Ellmer (6 luglio 1909 – 1º gennaio 1984) è stato un tennista svizzero.

## Carriera
Attivo negli anni '30 ha ottenuto il suo primo risultato di rilievo durante il Roland Garros 1934 quando ha raggiunto il quarto turno riuscendo a vincere un set al barone Gottfried von Cramm, futuro vincitore del torneo. La stagione successiva trionfa nel torneo di casa a Gstaad mentre nel 1938 a Wimbledon ha raggiunto i quarti di finale dove è stato sconfitto dal britannico Bunny Austin.
Ha fatto parte della squadra svizzera di Coppa Davis dal 1933 al 1937 vincendo nove incontri e perdendone otto.